# 앗케시정
앗케시정(일본어: 厚岸町)은 일본 홋카이도 구시로 종합진흥국 관내의 앗케시군에 있는 정이다.
정명의 유래는 아이누어의 ‘앗케우시’(atkeusi, 난티나무의 가죽을 언제나 벗기는 곳)이다.

## 지리
구시로 종합진흥국 관내 동남부에 위치한다. 남부는 태평양과 접하며 앗케시만이 비집고 들어가 해안에 어촌이 점재한다. 북부는 구릉지대가 펼쳐져 낙농업이 행해진다. 면적의 57%는 삼림이다. 여름에는 짙은 안개에 덮이는 일이 많아 기온은 오르지 않는다. 겨울의 적설은 적지만 평균 기온은 영하 5도로 낮다.

### 인접한 자치체
- 구시로 종합진흥국
  - 앗케시군 하마나카정
  - 구시로군 구시로정
  - 가와카미군 시베차정

- 네무로 진흥국
  - 노쓰케군 베쓰카이정

## 역사
천연의 양항 앗케시만을 가져 에도 시대에는 구시로·네무로 지방의 중심지로 번창했다. 1624~1643년에는 마쓰마에번에 의해 앗케시 장소가 개설되었다.
- 1900년 7월 1일 - 4정 7촌이 합병해 앗케시정이 되어 1급 정촌제가 시행되었다.
- 1955년 - 오타촌의 남쪽을 편입 합병했다.

## 경제
역사는 에도 시대부터로 길고 주변 지역 주민의 상업, 수산 도시로 발전하고 있었다. 어업(굴·다시마·아사리·김 등)과 낙농업, 임업이 활발하다. 특히 홋카이도 굴의 산지로 알려져 정 부흥도 실시하고 있다. 가미오호로 지구에는 일찍이 몇 개의 탄광이 있었지만 현재는 폐광했다.

## 교통

### 철도
- 홋카이도 여객철도 네무로 본선

### 도로
- 국도 44호선